# 伊原正樹
伊原 正樹（いはら まさき 、1986年11月4日 - ）は、兵庫県尼崎市出身の元プロ野球選手（投手）。左投左打。

## 来歴・人物
尼崎市立城内小学校（現：明城小学校）・尼崎市立城内中学校在学中に尼崎ボーイズに入団し、在団中に第10回南大阪大会優勝・ 第30回関西秋季大会県予選準優勝・第30回関西秋季大会出場・第31回春季大会県予選準優勝・第18回尼崎ボーイズリーグ大会準優勝を達成。
岡山共生高時代、3年時の夏は岡山県予選2回戦で敗退した。甲子園出場経験はない。
高校卒業後は、関西国際大学経営学部に進む。右の榊原諒と共に左右のエースとして活躍し、2007年の関西国際大学の明治神宮野球大会初出場に貢献した。最優秀投手2回、ベストナイン1回、大学通算20勝。
2008年10月30日、プロ野球ドラフト会議でオリックス・バファローズから2位で指名を受け入団した。日本ハム2位指名の榊原と共に、関西国際大学からは創部11年目で初のプロ入り選手となった。
2009年は8月21日に初めて一軍に昇格し、その日の楽天戦でプロ初登板初先発を果たした。その後は抹消・登録を繰り返し、4試合に先発。9月17日のソフトバンク戦では7回2失点と好投したが白星には結びつかず、結局この年は未勝利に終わった。
2010年は初登板となった4月25日の西武戦では、敗戦投手ながら6回2失点と好投するも、次の登板では制球難を露呈して2回途中でKOされると二軍降格。その後、先発を務めた試合で打線の援護を貰ったにもかかわらず、投げきれば勝利投手の権利を得られる5回に相手打線に捕まりプロ初勝利を逃すことが二度もあるなど、この年も未勝利に終わった。
2011年は2試合の登板に留まり、2012年は左肘痛の影響もあってプロ入り後初の一軍未登板に終わった。同年11月30日に自由契約公示されたが、育成選手として再契約した。
2013年7月1日、再び支配下選手登録された。
2014年、10月1日に球団から戦力外通告を受け、12月2日、自由契約公示された。
戦力外通告後は現役続行を目指し、12球団合同トライアウトを受験する予定だったが、トライアウト実施の4日前に球団からスタッフとして打診がある。トライアウトを受験しないことを条件としたもので、引退後も野球に携わりたかったこともあり、トライアウトを受験せずに、現役引退を決断し、打撃投手として球団に残ることになった。しかし、打撃投手を務めたのは2015年の1シーズン限りで、その年で退任している。
現役引退まで公表していなかったが、2011年に結婚し、2015年時点で2男を儲けている。

## 詳細情報

### 年度別投手成績
| 年 度     | 球 団      | 登 板 | 先 発 | 完 投 | 完 封 | 無 四 球 | 勝 利 | 敗 戦 | セ 丨 ブ | ホ 丨 ル ド | 勝 率 | 打 者 | 投 球 回 | 被 安 打 | 被 本 塁 打 | 与 四 球 | 敬 遠 | 与 死 球 | 奪 三 振 | 暴 投 | ボ 丨 ク | 失 点 | 自 責 点 | 防 御 率 | W H I P |
| --------- | ---------- | ----- | ----- | ----- | ----- | -------- | ----- | ----- | -------- | ----------- | ----- | ----- | -------- | -------- | ----------- | -------- | ----- | -------- | -------- | ----- | -------- | ----- | -------- | -------- | ------- |
| 2009      | オリックス | 4     | 4     | 0     | 0     | 0        | 0     | 3     | 0        | 0           | .000  | 80    | 17.2     | 15       | 6           | 10       | 0     | 3        | 11       | 2     | 0        | 15    | 15       | 7.64     | 1.42    |
| 2010      | オリックス | 6     | 5     | 0     | 0     | 0        | 0     | 3     | 0        | 0           | .000  | 110   | 23.0     | 31       | 2           | 14       | 0     | 1        | 11       | 0     | 0        | 20    | 17       | 6.65     | 1.96    |
| 2011      | オリックス | 2     | 0     | 0     | 0     | 0        | 0     | 0     | 0        | 0           | ----  | 14    | 2.2      | 4        | 0           | 1        | 0     | 1        | 1        | 0     | 0        | 0     | 0        | 0.00     | 1.92    |
| 通算：3年 | 通算：3年  | 12    | 9     | 0     | 0     | 0        | 0     | 6     | 0        | 0           | .000  | 204   | 43.1     | 50       | 8           | 25       | 0     | 5        | 23       | 2     | 0        | 35    | 32       | 6.65     | 1.73    |

### 記録
- 初登板・初先発登板：2009年8月21日、対東北楽天ゴールデンイーグルス14回戦（クリネックススタジアム宮城）、3回1/3を4失点で敗戦投手
- 初奪三振：同上、1回裏に鉄平から空振り三振

### 背番号
- 26 （2009年 - 2011年）
- 61 （2012年）
- 121 （2013年 - 同年6月30日）
- 43 （2013年7月1日 - 2014年）
- 105 （2015年）

### 登場曲
- 「晴伝説」湘南乃風
- 「Frozen[Remix]」Tami Chynn（英語版）